# كيكزلية
كيكزلية (الاسم العلمي: Kickxellaceae) هي فصيلة من الفطريات تتبع رتبة الكيكزليات من الشعيبة الكيكزليانية.

## أجناس
- كيكزلا (الاسم العلمي: Kickxella)
- كومانسيا (الاسم العلمي: Coemansia)
- (الاسم العلمي: Dipsacomyces)
- (الاسم العلمي: Linderina)
- (الاسم العلمي: Martensiomyces)
- (الاسم العلمي: Mycoemilia)
- (الاسم العلمي: Myconymphaea)
- (الاسم العلمي: Pinnaticoemansia)
- (الاسم العلمي: Ramicandelaber)
- (الاسم العلمي: Spirodactylon)
- (الاسم العلمي: Spiromyces)